# スキンコンタクトワイン

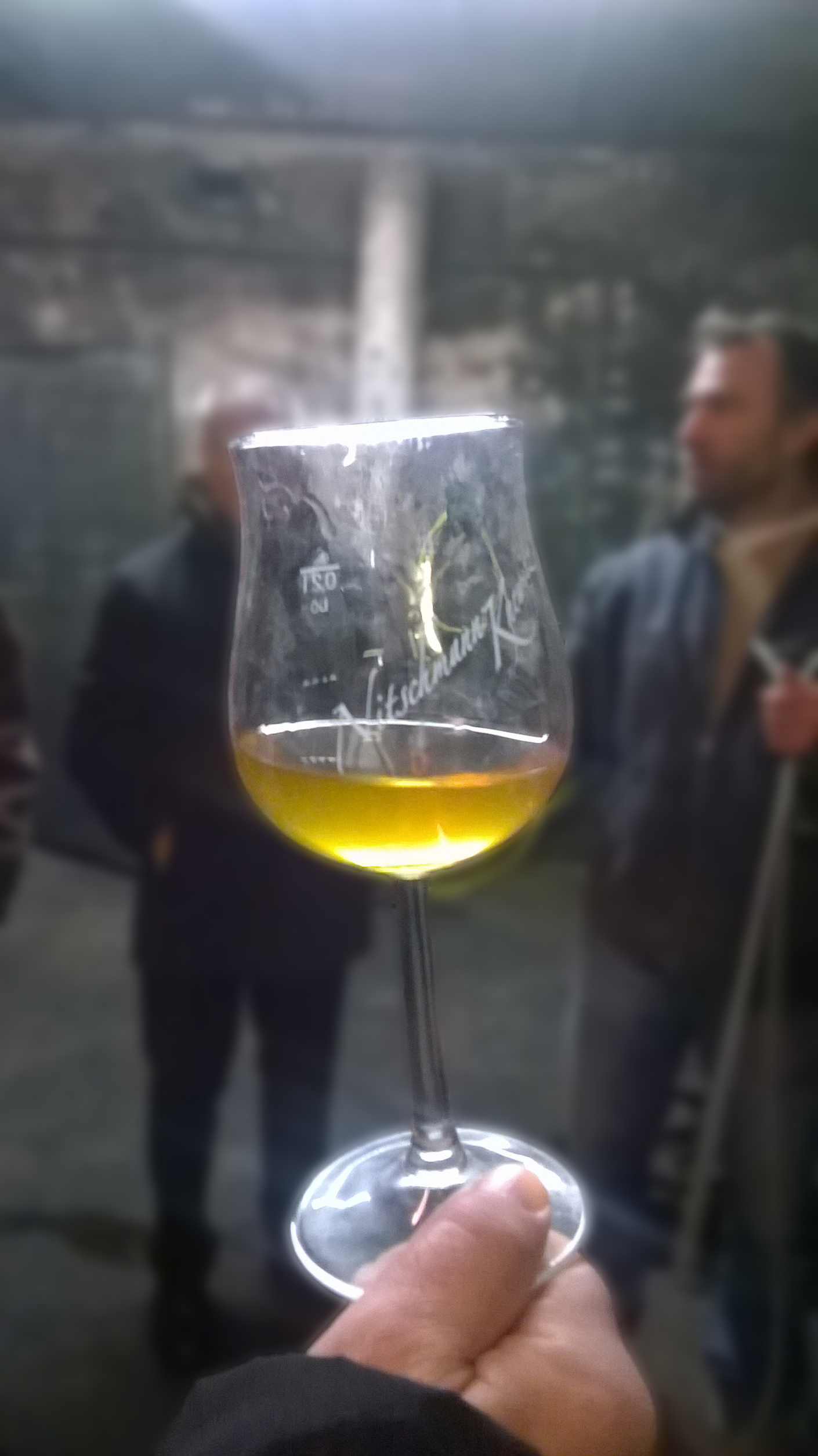
試飲されるスキンコンタクトワイン

スキンコンタクトワイン（英: skin-contact wine）とは、ブドウ果実の破砕後に果汁（搾汁）と果皮を発酵までの一定期間低温で接触させ果皮に含まれている揮発性フェノール類などの香り成分を果汁に溶け込ませる技法を用いて醸造されたワイン。浸漬時間と温度は醸造家により異なる。ブドウ品種特有の香りを強く持たせられ。長時間のスキンコンタクトを行うと成分の酸化に伴う特有の色調を有することから、アンバーワインあるいはオレンジワインとも呼ばれる。

## 解説
果実を破砕した後、搾汁と果皮を速やかに分離する通常の白ワインの製法とは対照的である。果皮には、白ワインには通常好ましくないと考えられる色素、フェノール、タンニンが含まれており、赤ワインにおいては果皮との接触、浸漬が赤ワイン特有の色調、フレーバー、テクスチャーのワイン製造工程において肝要な部分となっている。このワイン製法についても、白ワインをベースにブドウ果皮が持つ色素との接触度合いによって受けるオレンジ色あるいは琥珀色の色調が特徴としてよく知られている。
このワイン製法は、赤ワイン用ブドウからワインにわずかにピンクがかった色合いが着いた時点で速やかに果皮を取り除くことが必要なロゼワインの製法と、基本的に正反対である。しかしながら、赤でも白でもないスキンコンタクト調整を施す有名なブドウ種の中でも、ピノ･グリ (Pinot gris)種においては、スキンコンタクトワインとロゼワインの両方で、ピンク、アンバー、オレンジ、サーモンピンク等で表現される類似した色調を示す可能性があり、用語の拡散性が指摘されている。
この風習は、スロベニアとフリウリ＝ヴェネツィア・ジュリア州では何世紀にも及ぶ歴史があり、東欧のワイン生産国であるジョージアでは何千年もの歴史があった。この製法はイタリアとスロベニアのワイン生産者によって人気が再燃し、イタリア・スロベニア国境地帯のフリウリ＝ヴェネツィア・ジュリア州とゴリシュカ・ブルダ地方で広がり、現在では、スロベニア、クロアチア、オーストリア、ドイツ、ニュージーランド、カリフォルニア州でも製品が存在する。
1950年代から1960年代にかけて、イタリアではスキンコンタクトワインは珍しくなかったが、時代遅れに陥り、技術的に「正統派の」澄んだ白ワインが市場を支配するようになった。
汎用的な用語としての「オレンジワイン」は2004年にイギリスのワイン輸入業者であるDavid A. Harveyによって造られた。